# No si poni risistì
No si poni risistì (Non si possono resistere) è un componimento poetico di genere amoroso in gallurese, scritto nella seconda metà del XVIII secolo dal poeta presbitero Gavino Pes (in arte Don Baignu).
Inserito da Maria Carta nel suo album Umbras del 1978, questo brano fa parte del repertorio del cantu a chiterra.
| «No si poni resistì Chisti dui estremi folti: Lu 'idetti è la mè molti, Lu no videtti è murì.» | «Non si possono resistere questi due estremi forti: vederti è la mia morte non vederti è morire.» (versi di Don Baignu di Tempio Pausania, XVIII secolo) |

## Altre versioni
- Elena Ledda
- Francesco Demuro, Sa dispedita, 2007